# Kronstadt, Rusia
Kronstadt (în rusă Кронштадт; din germană Krone — "coroană" și Stadt — "oraș") este un oraș-port din Rusia, situat pe Insula Kotlin și insulele mai mici adiacente din Golful Finlandei, la 30 km vest de Sankt Petersburg. Kronstadt este și unica localitate din raionul Kronstadt, al orașului federal Sankt Petersburg.
În martie 1921, el a fost locul Rebeliunii din Kronstadt.

## Orașe înfrățite
| - Asipovici, Belarus - Kotka, Finlanda (din 1993) - Mühlhausen, Thuringia, Germania - Nafplio, Grecia | - Nordborg, Danemarca - Piła, Polonia - Toulon, Franța - Novocerkassk, Rusia - Sumoto, Japonia |